# Ribozyviria
Die Ribozyviria sind mit Veröffentlichung der Master Species List (MSL) #36 im ersten Halbjahr 2021 durch das International Committee on Taxonomy of Viruses (ICTV) ein offiziell bestätigter Realm von Viren. Dieser Realm umfasst verschiedene Spezies (Arten) von Hepatitis-D-Viren (Gattung Deltavirus). Dies wurde damit begründet, dass die Hepatitis-D-Viren ein Alleinstellungsmerkmal aufweisen, nämlich:
- ein Genom, das aus zirkulärer negative-sense Einzelstrang-RNA besteht, ähnlich der Viroide;
- das Genom codiert für ein Ribozym, ein RNA-Molekül, welches wie ein Enzym wirkt;
- das Genom codiert für ein Protein, welches sich mit der RNA des Viruses verbindet und einen Ribonukleinprotein-Komplex bildet.

Genomkarte der Gattung Deltavirus

Der Vorschlag, dieses Realm zu errichten, war bei einem Mitglied der ICTV zunächst auf Kritik gestoßen, weil bei diesen „neu entdeckten HDV-ähnlichen RNAs“ nicht nachgewiesen sei, dass sie infektiöse Partikel seien oder dass sie einen Bestandteil infektiöser Partikel darstellen. Ebenso erfüllten die Hepatitis-D-Viren nicht die Definition von Viren, da sie für eine erfolgreiche Weiterverbreitung auf ein anderes Virus, nämlich das Hepatitis-B-Virus, angewiesen sind. Dies gilt allerdings für alle Satelliten(-viren), inklusive die Virophagen aus der früheren Familie Lavidaviridae (jetzt Klasse Virophaviricetes).

## Systematik
Zu diesem Realm gehört nach ICTV seit MSL #36 einzig die mit diesem Stand ebenfalls neue taxonomische Familie Kolmioviridae mit inzwischen elf Gattungen, darunter Deltavirus. Einige dieser Viren befallen Molche, Schlangen, Enten, Fische, Kröten und Stachelratten. Die Gattung Deltavirus verursacht bei Menschen die Krankheit Hepatitis D.
Die Systematik des Realms nach ICTV ist mit Stand Mai/Juni 2024 wie folgt:
Realm: Ribozyviria
- ohne Zuweisung eines Reich, Phylums, Klasse oder Ordnung:
  - Familie Kolmioviridae[4]
    - Gattung Daazvirus[5]
      - Spezies Daazvirus cynopis mit Chinese fire belly newt virus 1 (CFBNV1)

    - Gattung Dagazvirus[6]
      - Spezies Dagazvirus schedorhinotermitis mit rhinotermitid virus 1 (RTV1)

    - Gattung Daletvirus[7]
      - Spezies Daletvirus boae mit Swiss snake colony virus 1 (SwSCV1)

    - Gattung Dalvirus[8]
      - Spezies Dalvirus anatis mit Dabbling duck virus 1 (DabDV1)

    - Gattung Deevirus[9]
      - Spezies Deevirus actinopterygii mit Ray-finned fish virus 1 (RfFV1)

    - Gattung Deltavirus[10] – Details siehe dort
    - Gattung Dobrovirus[11]
      - Spezies Dobrovirus bufonis mit Chusan Island toad virus 1 (CITV1)

    - Gattung Donvirus
      - Spezies Donvirus odontotermitis mit Cát Tiên Odontotermes delta-like virus (СODLV), Isolat: hdv-like

    - Gattung Perideltavirus
      - Spezies Perideltavirus desmodi mit Bat deltavirus, Isolat: DesRot/Peru/AYA14_DrDV-A
      - Spezies Perideltavirus marmotae mit Marmota monax deltavirus (MmonDV)
      - Spezies Perideltavirus odocoilei mit Odocoileus virginianus deltavirus (OvirDV)

    - Gattung Perithurisazvirus
      - Spezies Perithurisazvirus passeriformes mit Taeniopygia guttata deltavirus (TgDeV). Isolat: tg-mh1

    - Gattung Thurisazvirus[12]
      - Spezies Thurisazvirus desmodi mit Bat deltavirus, Isolat: DesRot/Peru/AYA11_DrDV-B
      - Spezies Thurisazvirus myis mit Tome’s spiny-rat virus 1 (TSRV1), Isolat: 1481